# Anna Arqué i Solsona
Anna Arqué i Solsona   (Lleida, 8 de maig de 1972) és una consultora i activista política catalana.
Va estudiar empresarials a la Universitat de Lleida i en acabar se'n va anar a viure a Lisboa on va treballar com a model. Posteriorment, es va establir a Londres on va exercir de consultora en estratègies de comunicació, treballant per a diverses empreses.
El 2009 va estar involucrada en la plataforma independentista Deu Mil a Brussel·les. Poc després va fer-se càrrec de les comissions d'Internacional i de Comunicació de la Coordinadora Nacional de les Consultes. Va deixar el càrrec quan va formar part de la llista electoral amb Solidaritat Catalana per la Independència a les eleccions del 2010, on no va sortir elegida.
També és la portaveu pels Països Catalans de la International Commission of European Citizens (ICEC).
És la portaveu de l'associació Primàries Catalunya.
Ha viscut en diversos països, i parla l'anglès, l'alemany, el portuguès i l'italià.